# Estación de Gómara-Almenar-Albocabe
Gómara-Almenar-Albocabe fue una estación de ferrocarril situada en el municipio español de Aliud, en la provincia de Soria, perteneciente al ferrocarril Santander-Mediterráneo. En la actualidad las antiguas instalaciones no prestan servicio y se encuentran semi-desmanteladas.

## Situación ferroviaria
Las instalaciones se encontraban situadas en el punto kilométrico 69,312 de la línea férrea de ancho ibérico Santander-Mediterráneo, a 1009 metros de altitud sobre el nivel del mar.

## Historia
La estación fue construida con el objetivo de servir a las localidades sorianas de Gómara, Almenar y Albocabe. Las instalaciones entrarían en servicio en enero de 1929 con la inauguración del tramo Cabezón de la Sierra-Soria. Además del edificio de viajeros, dispuso de un almacén y de hasta cuatro vías de servicio. Llegó a ser la estación más importante del tramo Soria-Calatayud. En 1941, con la nacionalización de los ferrocarriles de ancho ibérico, las instalaciones pasaron a manos de RENFE. En 1984 se construyó otra vía de servicio que enlazaba con el cargadero de un silo de grano, situado en las cercanías de la estación.
La estación dejó de prestar servicio con la clausura al tráfico de la línea Santander-Mediterráneo, el 1 de enero de 1985; con posterioridad, las vías fueron levantadas. El conjunto de la estación se encuentra actualmente abandonado, sin uso. 